# Kick The Kangaroo
Kick The Kangaroo eller KTK var et dansk rockband fra midthalvfemserne til starten af nullerne med hjemby i Fredericia og eget pladeselskab 'Walkabout Records'.
Bandet bestod gennem årene af Michael Lund {sang}, Søren Andersen (guitar), Flemming Koch (trommer), Martin Hald (bas), Lars Rahbek Andresen (keyboard og sang), Jesper Haugaard (bas), og Rasmus Valdorff (trommer). 
Kick The Kangaroo spillede sammen på Midtfyns Festivalen i 2003 og gik derefter i opløsning, men blev gendannet i 2008 for at sige farvel til sit publikum. Det foregik ved Rock under Broen, hvor bandet havde spillet tre gange tidligere. 

## Diskografi
- 1997 - Promo-CD
- 2000 - Album Sounds Like A Bad Joke (Walkabout) [4]
- 2002 - Album Bits & Piece (Walkabout)[5]